# Comuna Cetinje
Comuna Cetinje (în muntenegreană Opština Cetinje / Општина Цетиње), cu denumirea oficială Vechea/Fosta Capitală Regală Cetinje (în muntenegreană Prijestonica Cetinje, Пријестоница Цетиње) este unitate administrativă de ordinul întâi din Muntenegru. Reședința sa este orașul Cetinje.

## Demografie
Populație:
- 1948 - 25,114
- 1953 - 25,549
- 1961 - 23,503
- 1971 - 22,024
- 1981 - 20,213
- 1991 - 20,307
- 2003 - 18,482
- 2011 - 16,757

Grupuri etnice (2011):
- Muntenegreni - 15.082 (90.54%)
- Sârbi - 727 (4.30%)
- Romi - 92 (0.58%)
- Croați - 42 (0.25%)
- Alții - (4.71%)
- Total - 18.482